# Хет-трик Арена (Чернівці)
Хет-трик Арена — стадіон у Чернівцях, на якому проходять матчі ДЮФЛУ, а також місцеві, обласні та всеукраїнські аматорські змагання та тренувальні процеси різних команд (зокрема і чернівецької «Буковини»). Здебільшого стадіон є домашньою ареною ДЮСШ «Спарта» (Чернівці) та «Довбуш» (Чернівці).
Також на території функціонує заклад для шанувальників спорту «Sparta Pub».

## Опис
Стадіон збудований за програмою УЄФА «Хет-трик», реалізація якого розпочалася в 2016 році. Урочисте відкриття відбулося 5 червня 2021 року, а почесними гостями заходу стали багато відомих людей, серед яких президент УАФ Андрій Павелко та перший віце-президент УАФ Анатолій Демяненко.
Нова футбольна арена Чернівців зведена на місці закинутого поля (колишній стадіон «Електронмаш»). Зараз тут сучасне штучне покриття з освітленням, трибуни розраховані на 400 місць, роздягальні, душові, тренерські кімнати та адміністративні приміщення.